# 具足王后
具足王后（?—?）金氏，新羅第37代君主宣德王的夫人。
具足夫人是角干金良品之女，一说是金義恭阿湌之女。780年（惠恭王十六年、唐德宗建中元年），惠恭王被杀，上大等金良相即位，是为宣德王。追封父金孝芳爲開聖大王，尊母金氏爲貞懿太后，妻具足夫人爲王妃。785年（宣德王六年、唐德宗贞元元年），宣德王死后无子，上大等金敬信即位，是为元圣王。三月，出前妃具足王后於外宮，賜租三萬四千石。